# 梦游症
梦遊症（英語：Somnambulism，noctambulism），在神经学上是一种睡眠障碍，症状一般为在半醒状态下在居所内走动，但有些患者會離開居所或做出一些危险的举动，如爬窗、开车甚至一些暴力活动，如杀人等。
1846年美国人Albert Tirrell被控在梦游的情况下，谋杀了他的情人，最后被判無罪。1999年亚利桑那州人Scott Falater被指控连刺他妻子44刀，最后被判有罪。
梦遊者眼睛张开，让人误以为是清醒的，而且可以回答一些简单问题或命令。三分之一的梦遊者行为有侵略性，醒后不能记得自己曾经下床。大部分梦遊时间几分钟到一小時不等。
关于梦游的原因，至今仍无法确知。但醫界普遍認為不外乎是家族遺傳及心理壓力等因素。瑞士苏黎世大学的科学家克劳迪奥·巴塞蒂最近研究发现，梦游症可能来自于遗传，可能與一种被称为HLADQB1*05的基因有關。

## 病發率
病發率約為1-6%，最常見於五至十二歲的小童。最近，斯坦福大学医学院的科学家发现，大约3.6%的美国成年人容易出现梦游现象。夜间游荡通常与憂鬱症、焦虑症和强迫症等精神疾病有关。